# Madoryx oiclus
Madoryx oiclus är en fjärilsart som beskrevs av Hermann Burmeister 1879. Madoryx oiclus ingår i släktet Madoryx och familjen svärmare. Inga underarter finns listade i Catalogue of Life.

## Beskrivning

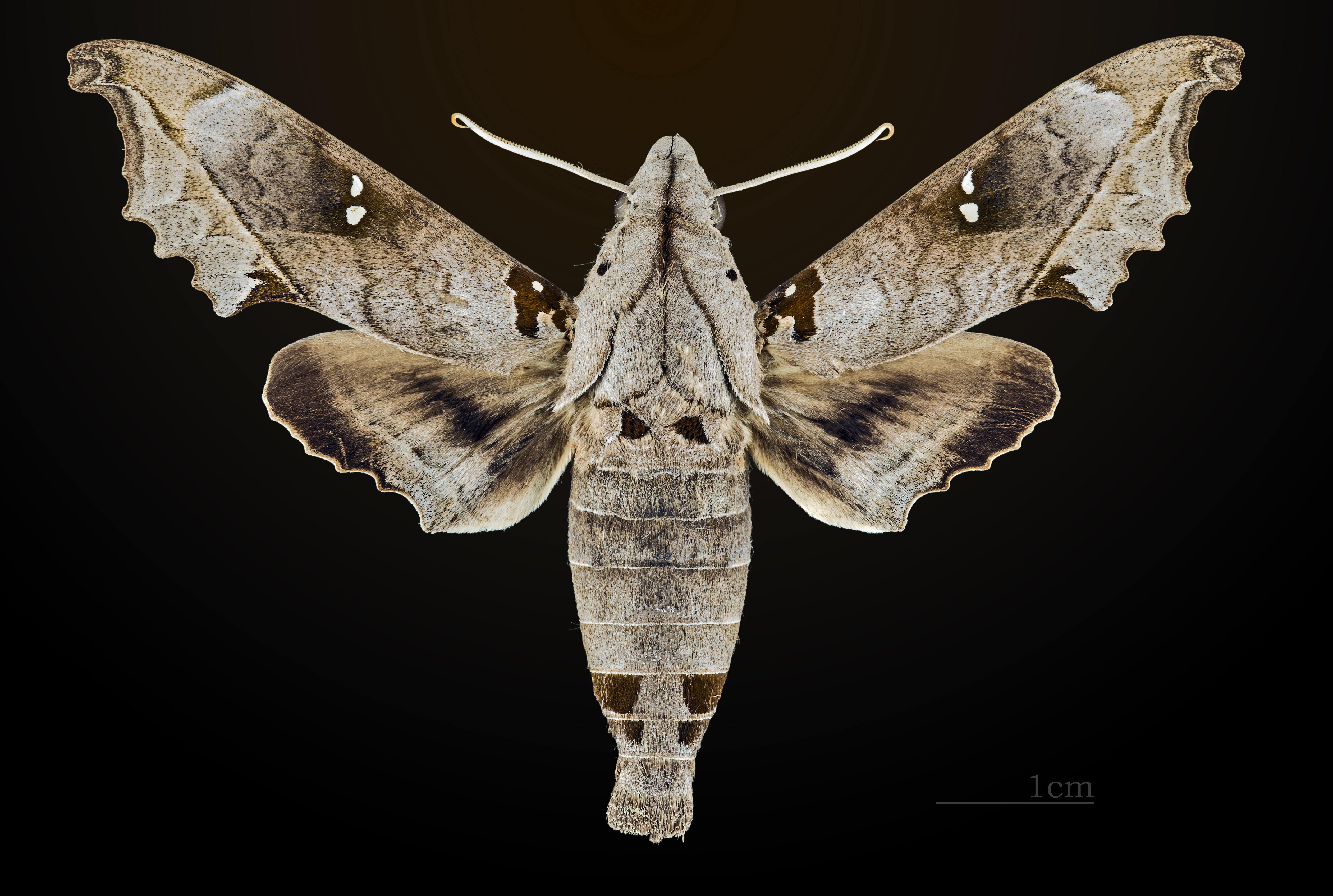
♂
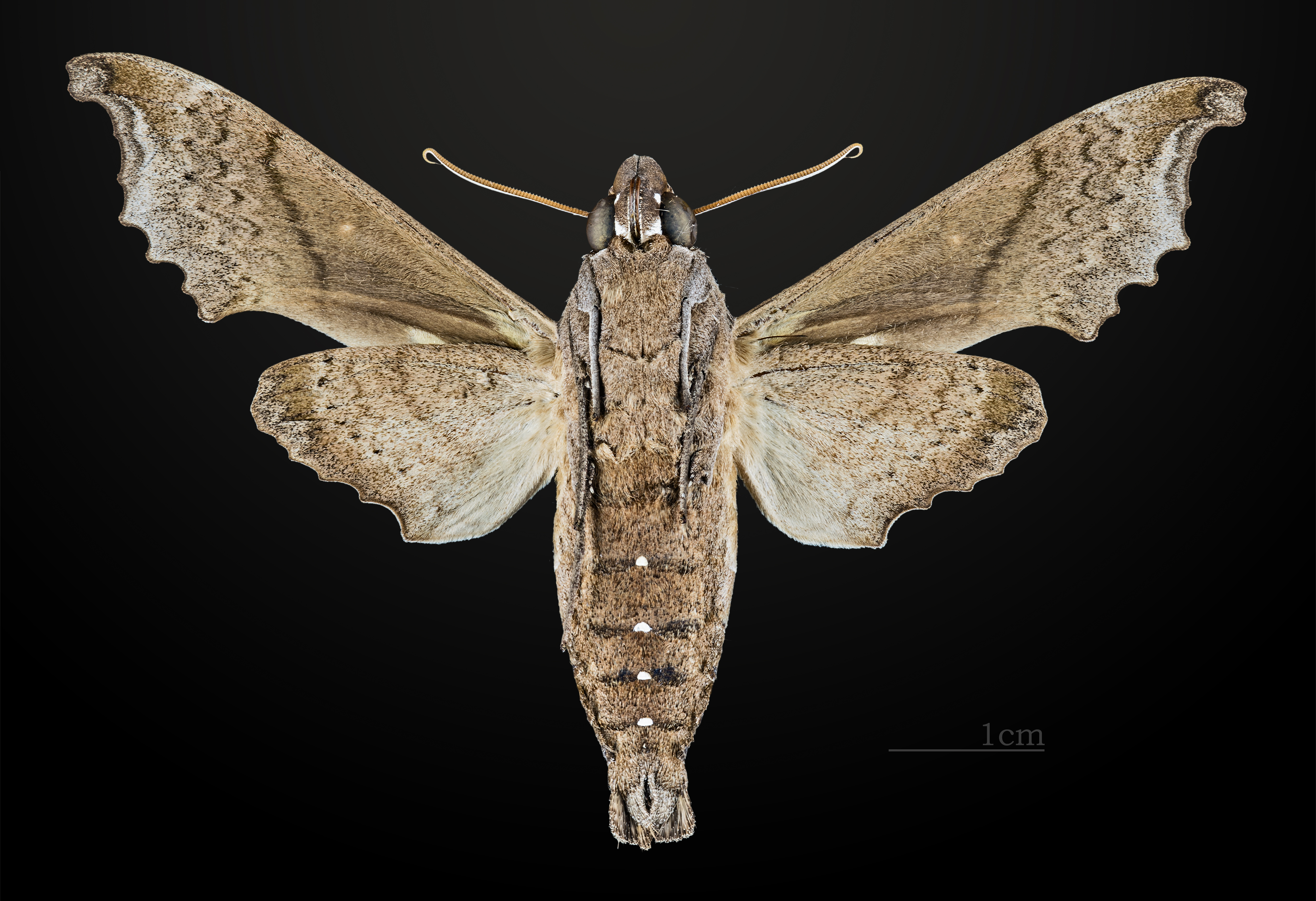
♂ △
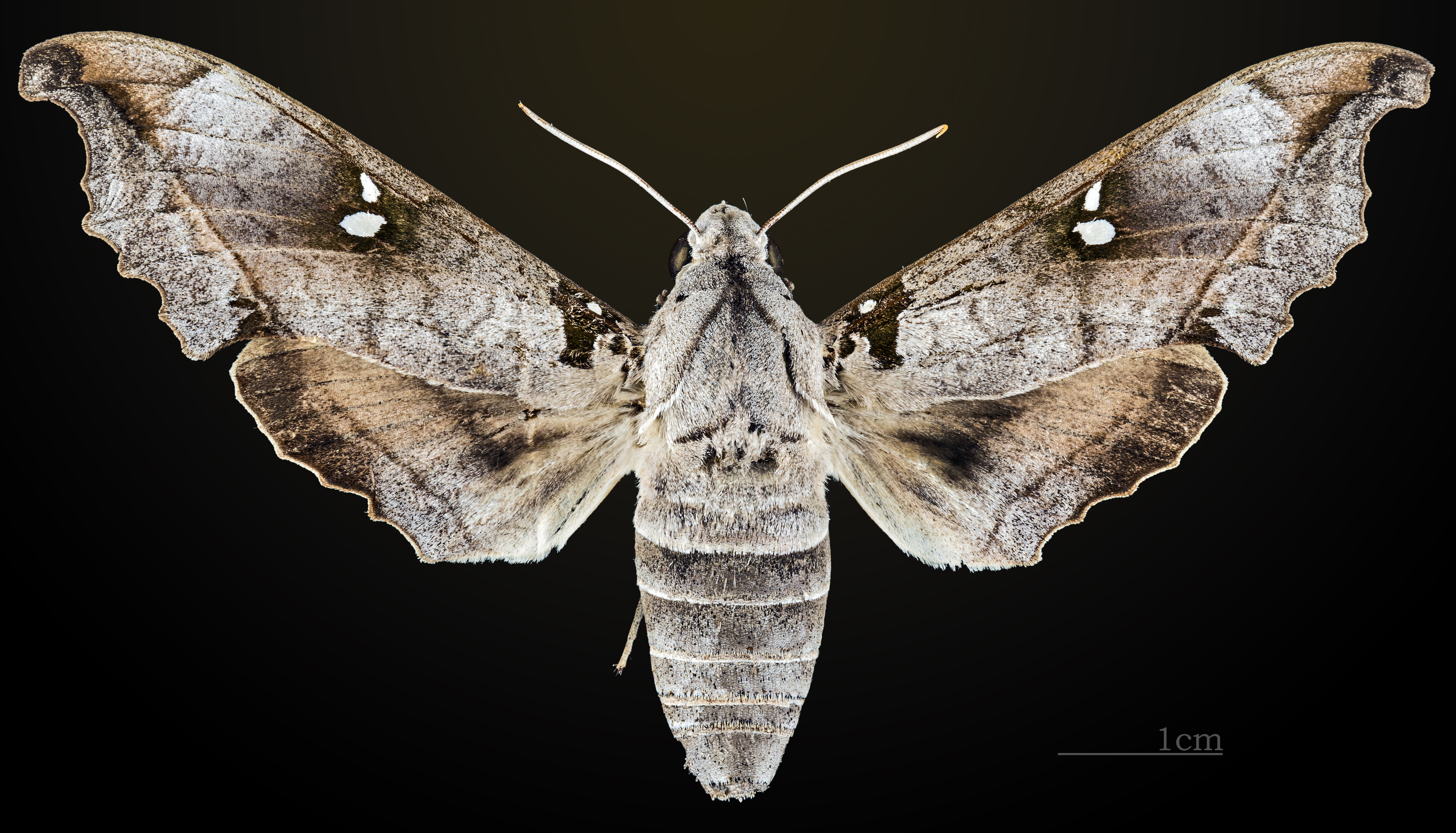
♀
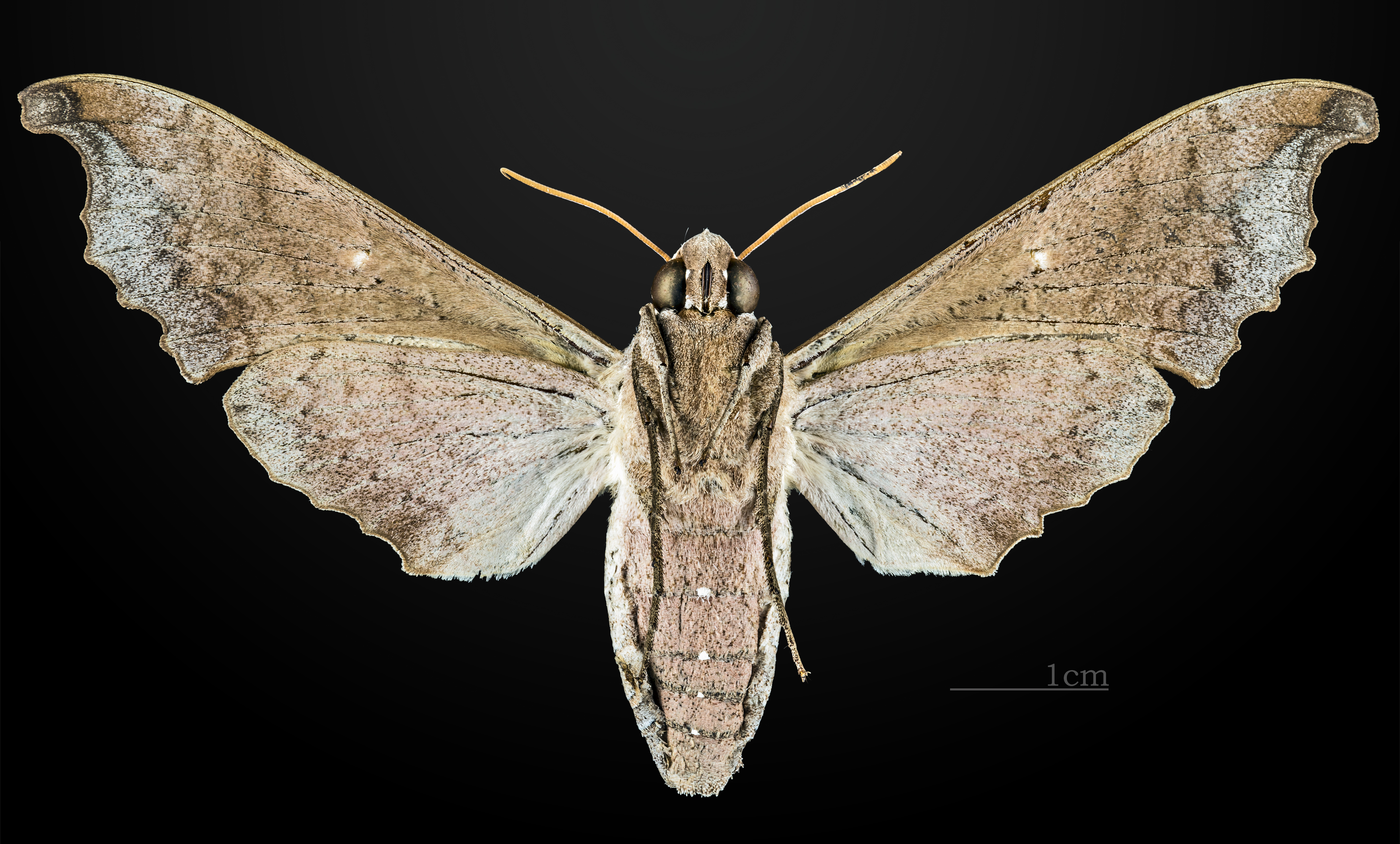
♀ △

## Bildgalleri

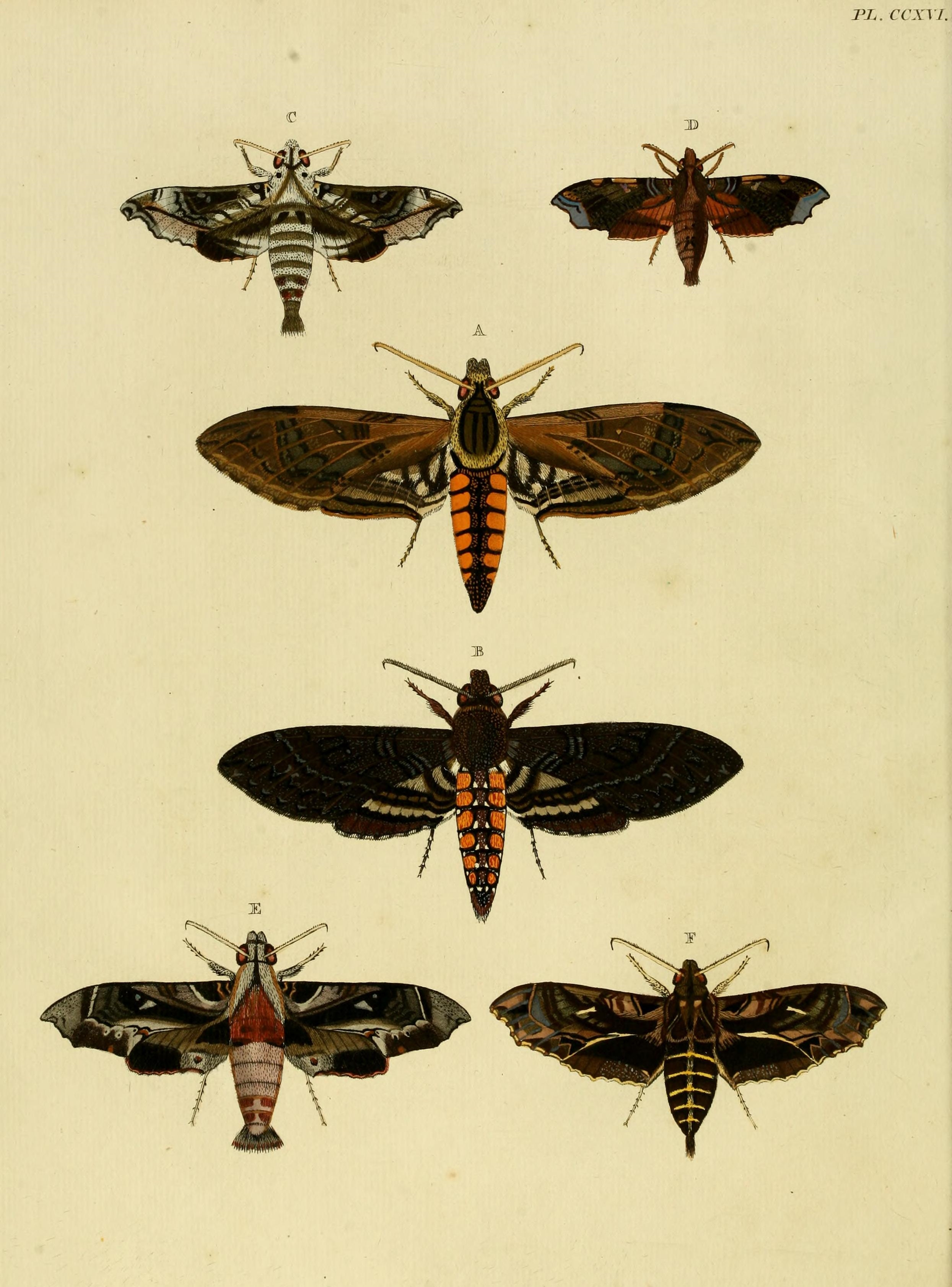